# 鄂畢灣

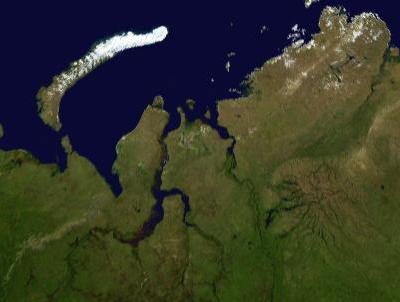
鄂畢灣的衛星圖片

鄂畢灣（俄语：О́бская губа́）位於俄羅斯北部鄂畢河流入北冰洋的海灣，鄂畢河口有數個平坦的島嶼，它們是濕地公約保護的濕地。區內有龐大的天然氣和石油蘊藏量，經輸油管和鐵路向南運送。面积5.28万平方公里。是俄罗斯的内海。

## 外部連結
- Islands at the mouth of the Ob
- Protected wetlands
- A very thorough paper about this region

68°50′N 73°30′E / 68.833°N 73.500°E